# A biológiai sokféleség és az ökoszisztéma-szolgáltatások értékelésével foglalkozó kormányközi testület
A biológiai sokféleség és az ökoszisztéma-szolgáltatások értékelésével foglalkozó kormányközi testület (IPBES) egy független szervezet, amelyet azért hoztak létre, hogy javítsa a tudomány és a politika közötti párbeszédet a biológiai sokféleséggel és az ökoszisztéma-szolgáltatásokkal kapcsolatos kérdésekben. Szerepe az Éghajlatváltozási Kormányközi Testületéhez (IPCC) hasonló.
Az IPBES Bureau a titkárság javaslata alapján megállapodott az 'IPBES' betűszó elfogadott kiejtéséről, melynek értelmében a hivatalos kiejtés "ip-besz".

## Kezdetek
Az Egyesült Nemzetek Szervezete (ENSZ) Közgyűlésének 65. ülésszaka 2010-ben határozatban hívta fel az Egyesült Nemzetek Környezetvédelmi Programját (UNEP), hogy hívjon össze egy plenáris ülést az IPBES létrehozására, majd 2013-ban elfogadásra került az IPBES leendő plenáris ülésének elméleti keretrendszere is.

## Első Globális Értékelés (2019)
2019. április 29. és május 4. között az IPBES 132 tagországának képviselői Párizsban találkoztak az IPBES első globális jelentésének megvitatása céljából, ahol elfogadták annak a döntéshozók számára készült összefoglalóját (Summary for Policymakers, SPM).
2019. május 6-án megjelent az IPBES globális jelentésének 40 oldalas összefoglalója a biodiverzitás és az ökoszisztéma-szolgáltatások állapotáról, amelynek célja, hogy a politikai döntéshozók számára olyan ismereteket és tényeket nyújtson, amelyek segítségével jobb szakpolitikai döntések születhetnek az emberek és a természet javára.

## IPBES 11 (2024)
2024 decemberében két régóta várt, mérföldkőnek számító tudományos jelentést fogadott el az IPBES 11. plenáris ülése: a Nexus jelentés a biológiai sokféleség, a víz, az élelmiszer és az egészség közötti összefüggéseket mutatja be, azaz azt, hogy milyen területeken kell változtatnunk egy igazságos és fenntartható világ érdekében, az átalakító erejű változásokról szóló jelentés (Transformative Change Assessment) pedig a biológiai sokféleség csökkenésének alapvető okairól, az átalakító erejű változások meghatározó tényezőiről és a biológiai sokféleséggel kapcsolatos 2050-es jövőkép megvalósításának lehetőségeiről szól.

### Nexus jelentés
A biológiai sokféleség, a víz, az élelmiszer és az egészség közötti összefüggésekről szóló értékelő IPBES jelentés (röviden Nexus-jelentés) az eddigi legátfogóbb tudományos értékelés ebben a témában. Az értékelés, amelyet 2024. december 16-án hagytak jóvá és165 vezető nemzetközi szakértő hároméves munkájának eredménye, egyértelművé tette, hogy a biológiai sokféleség csökkenése, a vízhiány, az élelmezésbiztonság, az emberi egészség és az éghajlatváltozás nem elszigetelt kérdések, hanem elválaszthatatlanul összekapcsolódnak, és különálló kérdésként való kezelésük nem működik.
A Nexus-jelentés szintén kiemeli, hogy a biológiai sokféleség a világ minden régiójában és a globálistól a lokálisig minden szinten csökken, ami hatással van az ökoszisztémák működésére, a víz elérhetőségére és minőségére, az élelmezésbiztonságra és táplálkozásra, az emberi, növényi és állati egészségre, valamint az éghajlatváltozás hatásaival szembeni ellenállóképességre.
A jelentés szerint a kormányok alábecsülik vagy figyelmen kívül hagyják az öt Nexus elem - a biológiai sokféleség, a víz, az élelmiszer, az egészség és az éghajlatváltozás - közötti kapcsolatokat. Az öt kulcsfontosságú terület kezelésére vonatkozó döntéseket a kormányok gyakran elszigetelten hozzák meg, ami nem tervezett, vagy nem szándékolt következményeket és más Nexus elemekre gyakorolt káros hatásokat eredményezhet. A jelentés továbbá hangsúlyozza, hogy a közvetett társadalmi-gazdasági tényezők, mint például a növekvő hulladék-termelés, a túlfogyasztás és a népességnövekedés, súlyosbítják a biológiai sokféleség csökkenésének a Nexus elemekre gyakorolt kedvezőtlen hatásait.
A szerzők kiemelik, hogy a globális GDP több mint fele (több mint 50 ezer milliárd dollárnyi éves gazdasági tevékenység világszerte) mérsékelten vagy erősen függ a természettől. A természetből származó előnyök nélkül a vállalatok nem tudnának működni, azonban az ilyen jellegű függőségeiket, valamint a biológiai sokféleségre gyakorolt és hatásaikat a jelenlegi gazdasági gyakorlat nem mindig veszi figyelembe. Becslések szerint a gazdasági tevékenység el nem számolt hatásai évente 10-25 ezer milliárd dollárt tesznek ki.
A jelenlegi döntéshozatal a rövid távú pénzügyi megtérülést helyezi előtérbe, miközben figyelmen kívül hagyja a természetet érintő költségeket. Többek között ennek következtében a jelenlegi gazdasági és pénzügyi rendszerek 35-ször több erőforrást fordítanak a biológiai sokféleséget közvetlenül károsító gazdasági tevékenységekre, mint amennyivel a természetet szolgáló akciókat finanszírozzák.
Egyes becslések szerint a biológiai sokféleséggel kapcsolatos politikai célok megvalósításának 2030-ig történő késleltetése megduplázhatja a cselekvés esetleges költségeit, miközben növelheti a pótolhatatlan veszteségek, például a fajok kipusztulásának valószínűségét.
A jelentésben 52 nemzetközi tanulmányból származó több mint 180, Nexus elemeket érintő forgatókönyvet értékeltek. Az elemzés azt mutatta, hogy azok a forgatókönyvek, amelyek kizárólag a biológiai sokféleség szempontjából pozitív eredményeket helyezik előtérbe a területalapú természetvédelem révén, csupán mérsékelten pozitív hatást gyakorolnak a biodiverzitásra. Ugyanakkor azok a forgatókönyvek, amelyek mind az öt Nexus elemet célzó intézkedéseket tartalmaznak, jelentős pozitív hatást gyakorolnak a biológiai sokféleségre, és nagyjából pozitív hatást gyakorolnak egyidejűleg a többi kapcsolati elemre is.
A szerzők a jelentésben több mint 70 „válaszlehetőséget” mutatnak be, amelyek segítik a Nexus elemek összehangolt kezelését a hozzájuk kapcsolódó válságok és kihívások elkerülése érdekében. A válaszlehetőségek közé tartozik többek között az integrált tájgazdálkodás, a hatékony vízhasználat a mezőgazdaságban, az állatról emberre terjedő fertőzések megelőzését célzó természetvédelmi intézkedések, valamint az ökoszisztémák helyreállítása, amely hozzájárul az éghajlatváltozás hatásainak enyhítéséhez és az azokhoz való alkalmazkodáshoz is. A jelentés kiemelte, hogy a válaszlehetőségek együttes vagy egymást követő végrehajtása tovább javíthatja azok pozitív hatásait, valamint költségmegtakarítást is eredményezhet.

### Az átalakító erejű változásokról szóló jelentés (Transformative Change Assessment)

#### Az azonnali cselekvés 2030-ig 10 ezer milliárd dollár üzleti értéket teremthet és 395 millió munkahelyet támogathat.[10]
Az átalakító erejű változásokról szóló jelentés (Transformative Change Assessment), melyet 42 ország több mint 100 vezető szakértője készített három éven keresztül, a biológiai sokféleség válságának kiváltó okaira, a változás mozgatórugóira és az igazságos és fenntartható jövő érdekében az egész rendszerre kiterjedő átszervezés megvalósításának lehetőségeire összpontosít. A jelentés konkrét stratégiákat fogalmaz meg a kormányok, a civil társadalom, az üzleti szféra és a magánszektor számára a fenntartható fejlődési célok, a Biológiai sokféleség egyezmény és az éghajlatváltozásról szóló párizsi megállapodás hosszú távú céljainak elérése érdekében meghozandó döntéseket és intézkedéseket illetően.
A jelentés az IPBES 2019-es globális értékelésére épül, amely megállapította, hogy a globális fejlődési célok csak átalakító erejű változásokon keresztül érhetők el.
A szerzők figyelmeztetnek, hogy a biológiai sokféleség csökkenésének megállításához és visszafordításához, valamint a földi élet megőrzéséhez sürgősen mélyreható, rendszerszintű változásokra van szükség abban, ahogyan az emberek a természeti világra tekintenek és azzal kapcsolatba kerülnek. A jelentés elmagyarázza továbbá, hogy mi az átalakító erejű változás, hogyan megy végbe, és hogyan lehet felgyorsítani azt egy igazságos és fenntartható világ megteremtése érdekében.
A jelentés azt is megállapítja, hogy a biológiai sokféleség csökkenésének és a természet pusztulásának megállítására és visszafordítására irányuló intézkedések akár csak egy évtizeddel való késleltetése a költségek megduplázódását jelentik az azonnali cselekvés költségeihez képest. Az azonnali cselekvés hatalmas üzleti és innovációs lehetőségeket is felszabadíthat a fenntartható gazdasági megközelítések, például a természetpozitív gazdaság, a fenntartható ökológiai gazdaság és a Földanya-központú gazdaság révén. A legújabb becslések szerint azonnali cselekvéssel 2030-ig több mint 10 ezer milliárd dollár értékű üzleti lehetőséget lehetne teremteni, és 395 millió munkahelyet lehetne támogatni világszerte.
Az átalakító erejű változásokról szóló jelentés felöleli a különböző tudásrendszerek, tudományágak és megközelítések meglátásait és bizonyítékait, és öt kulcsfontosságú stratégiát emel ki, amelyek egymást kiegészítő hatással bírnak, és amelyek segíthetnek a globális fenntarthatóságot célzó szándékos átalakító erejű változások előmozdítása érdekében:
1. Az emberek és a természet számára értékes, a biokulturális sokszínűséget példázó helyek megőrzése, helyreállítása és megújítása;
2. Rendszerszintű változás és a biológiai sokféleség megőrzése szempontjainak általános érvényesítése a természet pusztulásáért leginkább felelős ágazatokban;
3. A gazdasági rendszerek átalakítása a természet és a méltányosság érdekében;
4. A kormányzási rendszerek átalakítása egy befogadó, elszámoltatható és alkalmazkodóképes működési módra;
5. Az igazságos és fenntartható jövőképpel ellentétes társadalmi nézetek és értékek megváltoztatása az ember és a természet összefüggéseinek felismerése érdekében.

## Díjak

### Gulbenkian-díj az emberiségért (2022)
2022 októberében az IPBES és az IPCC megosztva kapta a Gulbenkian Prize for Humanity díját, mivel mindkét kormányközi szervezet "tudományos ismeretekkel tájékoztatja a társadalmat és a politikusokat, hogy jobb döntéseket hozzanak az éghajlatváltozás és a biológiai sokféleség csökkenésének leküzdésére".

### Blue Planet-díj (2024)
A Blue Planet-díj a legfontosabb globális fenntarthatósági díjak közé tartozik, melyet évente ítélnek oda magánszemélyeknek és szervezeteknek az olyan tudományos kutatásban és annak alkalmazásában elért kiemelkedő eredmények elismeréseként, amelyek hozzájárultak a globális környezeti problémák megoldásához. 2024-ben a díjat az IPBES nyerte el, mint "a biológiai sokféleséggel, az ökoszisztéma-szolgáltatásokkal és a természetnek az emberi élethez való hozzájárulásával kapcsolatos ismeretek és tudomány vezető globális tekintélye", kiemelve az IPBES-nek a környezetvédelmi szakpolitikák tájékoztatásában és alakításában játszott kulcsfontosságú szerepét.

## Fordítás
Ez a szócikk részben vagy egészben  az   Intergovernmental Science-Policy Platform on Biodiversity and Ecosystem Services című angol Wikipédia-szócikk ezen változatának fordításán alapul.  Az eredeti cikk szerkesztőit annak laptörténete sorolja fel. Ez a jelzés csupán a megfogalmazás eredetét és a szerzői jogokat jelzi, nem szolgál a cikkben szereplő információk forrásmegjelöléseként.